# Potamophylax borislavi
Potamophylax borislavi là một loài Trichoptera trong họ Limnephilidae. Chúng phân bố ở miền Cổ bắc.